# ISO 3166-2:FM
ISO 3166-2:FM è uno standard ISO che definisce i codici geografici per gli Stati Federati di Micronesia; è un sottogruppo dello standard ISO 3166-2, il cui scopo è stabilire a livello mondiale una serie di abbreviazioni per identificare i posti, da usare in etichette postali, container e simili.
Essi coprono i quattro Stati della federazione e sono formati da FM- (codice ISO 3166-1 alpha-2 degli Stati Federati di Micronesia), seguito da tre lettere.

## Stati
| Codice | Stato   |
| ------ | ------- |
| FM-KSA | Kosrae  |
| FM-PNI | Pohnpei |
| FM-TRK | Chuuk   |
| FM-YAP | Yap     |